# Flash (Cologne)
Flash (Eigenschreibung FLASH) war ein monatlich erscheinendes multisexuelles Stadtmagazin für Köln und das Rheinland. Es erschien von September 2009 bis 2013.

## Geschichte und Beschreibung
Das Heft wurde im September 2009 erstmals herausgegeben und erscheint im Verlag Flash Community Köln UG mit Sitz in Köln. Seit 2012 trägt es den Untertitel So geht man raus in Köln. Anfangs verfolgte die zunächst im Nordischen und später im Berliner Format gedruckte Zeitung ein Boulevard-Konzept, sowohl optisch als auch inhaltlich. Davon begann man bereits 2010 optisch abzurücken, 2011 erfolgte dann auch die inhaltliche Kehrtwende zu einem typischen Stadtmagazin für Schwule, Lesben, Bi- und Transsexuelle, was durch den Begriff multisexuell kommuniziert wurde.
Im August 2012 erfolgte die Umstellung vom Zeitungsformat auf DIN A4.
FLASH hat neben klassischen Stadtmagazininhalten eine wichtige Funktion bei der Vernetzung schwul-lesbischer Selbsthilfegruppen. Das Magazin unterstützt publizistisch die Forderung nach völliger rechtlicher und gesellschaftlicher Gleichberechtigung schwuler Männer und lesbischer Frauen.

## Verbreitung
Der Verbreitungsschwerpunkt liegt vornehmlich in Köln und Bonn. Aber auch am Niederrhein, in Aachen, Siegen, Teilen von Rheinland-Pfalz und Hessen ist das Magazin erhältlich.
Die FLASH ist durch Werbefinanzierung für den Leser gratis an über 200 Stellen erhältlich und erscheint mit einer Druckauflage von 20.566 Exemplaren.
Im Herbst 2012 scheiterte der Versuch zunächst, eine separate FLASH-Ausgabe für den Südwesten Deutschlands mit Sitz in Frankfurt am Main zu starten.
Für einen kurzen Zeitraum bot FLASH auch ein Web-Video-Angebot mit aktuellen Bewegtbild-News und Interviews an.

## Namenswahl
Der Name FLASH ist in Anlehnung an den englischen Ausdruck für „Blitz“ gewählt, womit – sprachlich nicht ganz korrekt – auf eine blitzschnelle Information der Leser abgehoben wurde. Das Magazin erschien von Januar 2010 bis August 2012 als deutschlandweit einziges schwul-lesbisches Print-Medium zwei Mal monatlich. Seit August 2012 monatlich. Der Name geht auch auf die Kölner Szene-Party Flashdance zurück, deren Macher Tom Laroche Mitbegründer der FLASH war. Er schied im April 2010 aus dem Unternehmen aus.

## Mitarbeiter
Alleiniger Inhaber und Chefredakteur ist Marc Kersten, der von 1991 bis 1995 bereits das schwule Stadtmagazin Pink Power in Berlin herausgegeben hatte. Nach einem kurzen Intermezzo als Chefredakteur der bundesweiten Schwulenzeitung First, wechselte er 1997 zum Ruhrgebietsmagazin Rosa Zone. Nach dessen Umbenennung (1998) in Queer und einer bundesweiten Ausdehnung war Marc Kersten dort als Ressortleiter für Politik und Nordrhein-Westfalen, sowie als Cheflayouter tätig. Von 2000 bis 2002 war er Redakteur für Anwendungssoftware bei der Computerzeitschrift c’t. Von 2002 bis Ende 2008 war er Herausgeber und Chefredakteur des schwul-lesbischen Ruhrgebietsmagazins EXIT.

## Mitgliedschaften
Seit Januar 2013 ist FLASH Mitglied des Publigayte-Verbundes, dem zunächst auch die Magazine hinnerk (Hamburg), leo (München), FRESH (Ruhrgebiet/Düsseldorf) und Siegessäule (Berlin) angehörten. Inzwischen gibt es nur noch eine lockere Zusammenarbeit der Magazine FLASH, FRESH und Siegessäule.